# Bradleya diegoensis
Bradleya diegoensis är en kräftdjursart som först beskrevs av LeRoy 1943.  Bradleya diegoensis ingår i släktet Bradleya och familjen Trachyleberididae. Inga underarter finns listade.